# Cirripectes auritus
Cirripectes auritus és una espècie de peix de la família dels blènnids i de l'ordre dels perciformes.

## Morfologia
- Els mascles poden assolir 9 cm de longitud total.[3][4]

## Reproducció
És ovípar.

## Hàbitat
És un peix marí de clima tropical i associat als esculls de corall que viu entre 0-20 m de fondària.

## Distribució geogràfica
Es troba des de Kenya fins a Sud-àfrica, Tailàndia, les Filipines i les Illes de la Línia.